# Delian Dobrev
Pour les articles homonymes, voir Dobrev.
Delian Alexandrov Dobrev (Делян Александров Добрев, en bulgare), né le 14 mai 1978 à Haskovo, est un homme politique bulgare, membre des Citoyens pour le développement européen de la Bulgarie (GERB). Il est ministre de l'Économie de la Bulgarie entre le 21 mars 2012 et le 12 mars 2013.

## Biographie
Il est titulaire d'un diplôme de sciences économiques, obtenu en 2002 à l'université Wesleyenne de Middletown, dans le Connecticut, et s'est spécialisé en comptabilité, finance et sciences politiques. Il a d'abord travaillé chez KPMG, à Toronto, et Newton Finance Management Group, à Sofia. Il a ensuite participé à la gestion des fonds structurels pour diverses institutions bulgares. 
En 2009, il est élu député à l'Assemblée nationale, où il devient vice-président de la commission de la Politique économique. Le 18 mai 2011, il est nommé vice-ministre de l'Économie, chargé de l'Énergie. À la suite de la démission de Traïtcho Traïkov, Dobrev est investi, le 21 mars 2012, ministre de l'Économie, de l'Énergie et du Tourisme par l'Assemblée nationale, avec les seules voix des GERB.
Il est remplacé, le 12 mars 2013, par Assen Vassilev.